# 摩爾多瓦足球協會
摩爾多瓦足球協會（羅馬尼亞語：Federaţia Moldovenească de Fotbal，簡稱FMF）是摩尔多瓦的足球主管團體，總部設於基希讷乌，負責組織摩爾多瓦各級別足球聯賽（最高級別是摩爾多瓦超級足球聯賽）及摩爾多瓦國家足球隊。

摩爾多瓦足球協會舊會徽

## 歷屆主席
自1991年起：
- 康斯坦丁·坦皮萨（英语：Constantin Tampiza） (1991–1995)
- 佩特鲁科曼丹特（英语：Petru Comendant） (1995–1996)
- 帕维尔·塞巴努（英语：Pavel Cebanu） (1997–2019)
- 列昂尼德·奥莱尼琴科（英语：Leonid Oleinicenco） (2019–)

## 外部連結
- Official website
- Moldova （页面存档备份，存于） at UEFA site
- Moldova （页面存档备份，存于） at FIFA site